# Bogaardenklooster (Zepperen)

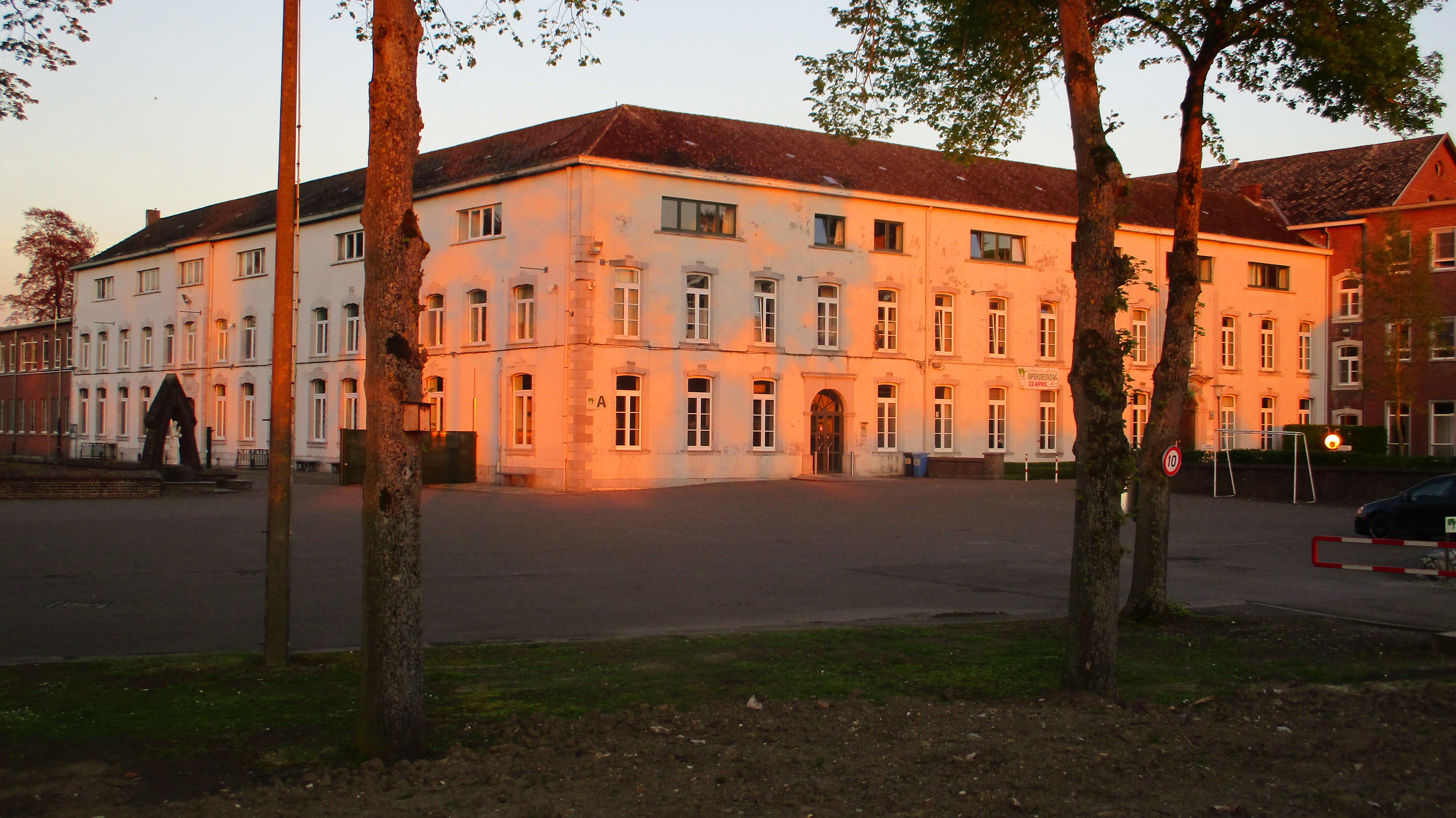
Huidige school; voormalig deel van Bogaardenklooster

Het Bogaardenklooster (ook: Begardenklooster of Begaardenklooster genaamd) is een voormalig klooster van de begarden, gelegen aan Kasteelstraat te Zepperen, in de Belgische provincie Limburg.

## Geschiedenis
Het klooster werd gesticht in 1425 met de naam: Sint-Hiëronymusveld door de orde van de bogaarden of begarden. Van 1443 tot 1650 was het het hoofdklooster van deze orde. De begarden bleven tot 1796 in het klooster, wanneer het door de Fransen werd opgeheven. In 1798 werd het verkocht aan de familie De Pitteurs. Deze eigenaars vormden het om tot een adellijk landgoed. In 1902 werd het verkocht aan de kartuizers, die vanwege de seculariseringspolitiek uit Frankrijk verdreven waren.

## Sint-Aloysiusinstituut
In 1905 werd het door de kartuizers verkocht aan de paters assumptionisten die eveneens om deze reden uit Frankrijk waren verdreven. Dezen waren in 1901 in Sint-Truiden begonnen met het geven van onderwijs (Sint-Aloysiusinstituut), maar kampten daar met plaatsgebrek. Ze verhuisden daarom naar Zepperen. In 1914 wilden de kartuizers het klooster alsnog weer in gebruik nemen, maar de Eerste Wereldoorlog kwam ertussendoor. In 1920 kochten de Assumptionisten het Château de Zepperen van de Karthuizers en werden er definitief eigenaar van. Het Alysiusinstituut, aanvankelijk bedoeld als kleinseminarie, ontwikkelde zich geleidelijk van een humaniora tot een brede opleiding met ook beroepsgerichte en technische opleidingen.
Nieuwe gebouwen werden in gebruik genomen in 1955 en 1962. Er was nu ook een toneelzaal ter beschikking die dienstdeed als cultureel centrum. In 1954 kwam de eerste leek als docent. Ook werd het gemengd onderwijs ingevoerd (1983), de eerste vrouwelijke leerkrachten traden op in de jaren 70 van de 20e eeuw, en verdere uitbreidingen bleken noodzakelijk.
In 1996 vond een fusie plaats met enkele andere onderwijsinstellingen in de omgeving. In het begin van de 21e eeuw werden de belangrijkste functies in handen van leken gelegd.

## Gebouw
Door de bouw van de nieuwe onderwijsgebouwen werd een deel van het omliggende park en tuinen opgeofferd. Er ontstond een U-vormig complex, deels nog omgracht. De oudste vleugel heeft een 17e-eeuwse kern, met aanpassingen in de 18e en 19e eeuw. Ook is er een vleugel in classicistische stijl uit de 2e helft van de 18e eeuw.

## Hoeve
Tegenover het klooster, aan Kasteelstraat 50, ligt de Bogaardenhoeve. Het betreft een gesloten hoevecomplex waarvan de kern teruggaat tot 1665. In de 19e eeuw werd de hoeve sterk verbouwd.